# Identified
Identified è il secondo album in studio della cantante statunitense Vanessa Hudgens, pubblicato il 24 giugno 2008 dalla Hollywood Records.

## L'album
L'album venne pubblicato negli USA il 1º luglio 2008; la settimana successiva debuttò nella Billboard 200 alla posizione numero 23, vendendo nei primi giorni 22 000 copie, 12.000 il meno del primo album al debutto.
L'album è stato molto meno nelle classifiche rispetto al suo primo lavoro, V, basti pensare che il primo album è stato nella Billboard 200 per 32 settimane mentre Identified solo per 8 settimane. Tuttavia l'album non ricorda il suo precedente lavoro discografico, V, infatti molti critici musicali americani hanno detto che in Identified si denota una maggiore maturità dell'artista. All Music Guide ha dato all'album tre stelle e mezzo mentre Billboard ne ha fatto una recensione positiva, descrivendolo come un lavoro molto valido per i suoi fan, per la maggior parte adolescenti. A febbraio l'album venne pubblicato anche in Europa.

## I singoli
Sneakernight è stato pubblicato come primo singolo e ne è stato fatto anche un videoclip; il secondo singolo fu Identified, pubblicato nel 2008, mentre il terzo e ultimo singolo fu Amazed, uscito nel 2008

## Tracce
| #  | Titolo                                                          | Compositore                                                             | Produttore                  | Durata |
| -- | --------------------------------------------------------------- | ----------------------------------------------------------------------- | --------------------------- | ------ |
| 1  | Last Night                                                      | S. Nymoen, S. Jacoby                                                    | Scott Jacoby                | 3:09   |
| 2  | Identified                                                      | L. Gottwald, C. Dennis, M. Martin                                       | Dr. Luke                    | 3:20   |
| 3  | First Bad Habit                                                 | L. Gottwald, C. Dennis                                                  | Dr. Luke                    | 3:02   |
| 4  | Hook It Up Featuring Rock Mafia                                 | A. Armato, T. James, D. Karaoglu                                        | Antonina Armato & Tim James | 2:52   |
| 5  | Don't Ask Why                                                   | L. Gottwald, C. Dennis, B. Dozier                                       | Dr. Luke                    | 3:10   |
| 6  | Sneakernight                                                    | S. Nymoen, J. Rotem                                                     | J.R. Rotem                  | 2:59   |
| 7  | ''Amazed'' Featuring Lil Mama                                   | L. Gottwald, C. Dennis, B. Levin, N. Kirkland                           | Dr. Luke                    | 2:59   |
| 8  | Don't Leave                                                     | A. Armato, T. James, J. McCartney                                       | Antonina Armato & Tim James | 3:08   |
| 9  | Paper Cut                                                       | J. Vieira                                                               | Johnny Vieira               | 2:48   |
| 10 | Party on the Moon                                               | C. Rojas, Nasri, A. Messinger                                           | Chris Rojas                 | 3:50   |
| 11 | Did It Ever Cross Your Mind                                     | J. Vieira                                                               | Johnny Vieira               | 3:10   |
| 12 | Gone with the Wind                                              | K. DioGuardi, E. Kiriakou, Z. Bey, M. Youseff, W. Afanasieff, B. Howard | Emanuel Kiriakou            | 3:28   |
| 13 | Set It Off (Bonus Track per il Giappone)                        | -                                                                       | -                           | 3:04   |
| 14 | Vulnerable Featuring Windy Wagner (Bonus Track per il Giappone) | -                                                                       | -                           | 3:12   |
| 15 | Committed (Bonus Track per il Giappone)                         |                                                                         |                             | 2:54   |